# Centre canadien du film
Le Centre canadien du film (en anglais Canadian Film Centre, abrégé en CFC) est une institution supérieure de formation dans les domaines cinématographiques, télévisuels et des nouveaux médias située à 2489 Bayview Avenue à North York, Toronto, et aménagé dans un ancien manoir appartenant à E.P. Taylor.
Une des missions du centre est la formation complète des cinéastes canadiens dans tous les secteurs cinématographiques : cours de réalisation, de production et de scénarisation. Créé en 1988 par Norman Jewison, il a formé jusqu'ici[Quand ?] plus de 1 000 cinéastes.
Outre la formation, le centre produit aussi de nombreux courts métrages. 